# Шмыгов, Фрол Порфирьевич
Фрол Порфирьевич Шмыгов (бел. Фрол Парфіравіч Шмыгаў) (29 августа, 1913, с. Петухи, Томская губерния, Российская империя — 15 октября 1993, Минск, Республика Беларусь) — белорусский советский историк, дипломат, кандидат исторических наук, заслуженный работник высшей школы БССР, ректор двух ВУЗов БССР, депутат Верховного Совета БССР 8-го состава, председатель Постоянной комиссии Верховного Совета БССР по иностранным делам. В составе делегации Белорусской ССР участвовал в работе Сан-Францисской конференции 1945 года, на которой был принят Устав ООН.

## Биография

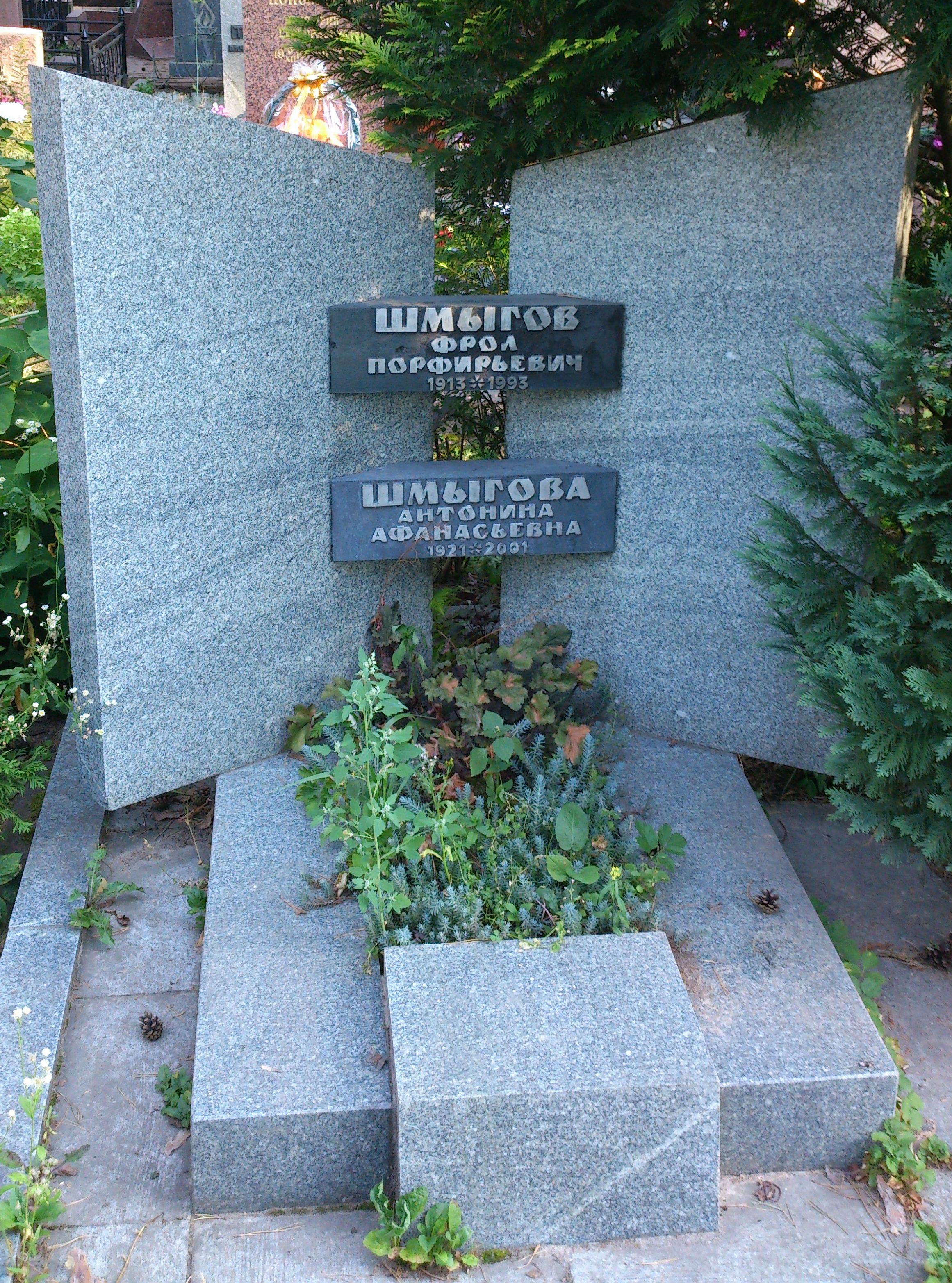
Надгробный памятник Фрола Шмыгова на Восточном кладбище г. Минска

Фрол Порфирьевич Шмыгов родился 29 августа 1913 года (16 августа 1913 по старому стилю) в крестьянской семье в селе Петухи, Томская губерния, Российская империя (ныне Ключевский район, Алтайский край, Россия)
В 1935 г. Фрол Шмыгов закончил Пермский педагогический институт (ныне Пермский государственный педагогический университет). С 1938 г. — преподаватель кафедры Пермского пединститута. С 1941 — заведующий кафедры и член КПСС.
С 1944 — Фрол Шмыгов заведующий отделом Министерства иностранных дел БССР. В 1945 был в составе делегации БССР, которая принимала участие в Сан-Францисской конференции 1945 года. В 1949 из-за обострения отношений с министром иностранных дел Киселёвым ушёл из Министерства и продолжил карьеру в сфере высшего образования.
В 1949—1952 гг. Фрол Шмыгов — заместитель директора и заведующий кафедры Минского педагогического института иностранных языков (ныне — Минский государственный лингвистический университет). С 1952 — проректор БГУ, с 1956 — заведующий кафедры БГУ. С 1957 — декан исторического факультета Минского педагогического института имени М. Горького(вероятно по совместительству). С 1961 по 1970 — ректор Минского педагогического института иностранных языков. С 1970 — ректор Минского педагогического института имени М. Горького (ныне Белорусский государственный педагогический университет).
Фрол Шмыгов умер 15 октября 1993 года. Похоронен на Восточном кладбище г. Минска.

## Сан-Францисская конференция
С 25 апреля по 26 июня 1945 года в Сан-Франциско проходила международная конференция с участием 50 государств, на которой был подписан Устав ООН, вступивший в действие 24 октября 1945 года. Со стороны БССР на конференцию была отправлена делегация, в которую входили нарком иностранных дел Кузьма Венедиктович Киселёв (глава делегации), А. Жебрак, В. Перцев, Г. Байдаков, Ф. Шмыгов, М. Лыньков и В. Формашев (согласно другому источнику, Фрол Шмыгов был генеральным секретарём делегации БССР). Фрол Шмыгов был одним из тех, кто поставил свою подпись при принятии Устава ООН.
Ещё ранее, в 1944 г. проходила Конференция в Думбартон-Окс, на которой были выработаны основные положения для будущего Устава ООН. Фрол Шмыгов несколько месяцев, с августа по октябрь 1944, провёл в американском городе Думбартон-Окс, выверяя тексты будущего устава. Это была кропотливая работа, так как были варианты текста на разных языках. Нельзя было допустить разногласий и разночтений.

## Современники о Фроле Шмыгове
Пётр Садовский белорусский языковед и дипломат, написал о Шмыгове в своей автобиографии:

Тогдашний ректор инъяза профессор Шмыгов был, конечно, как и все руководители ВУЗ, идеологически человеком ортодоксальным, однако был достаточно либеральным и прогрессивным в отношении научных лингвистических исследований.
Оригинальный текст (бел.)Тадышні рэктар ін’язу прафэсар Шмыгаў быў, канечне, як усе кіраўнікі ВНУ, ідэалягічна чалавекам артадаксальным, аднак быў даволі лібэральны і прагрэсіўны ў адносінах да навуковых лінгвістычных дасьледаваньняў.
— Пётр Садовский («Мой шыбалет», 2008)
Дмитрий Быков русский писатель, поэт и публицист, литературный критик, радио- и телеведущий, журналист, написал о Шмыгове в журнале «Собеседник»:

Ректором Минского иняза был Ф. П. Шмыгов. Встречаясь со студентами, он снимал шляпу. Вуз гремел на всю республику, самодеятельный театр ставил спектакли, носители языка читали лекции…
— Дмитрий Быков («Собеседник», №18, май 1990 года)

## Семья и дети
Жена Фрола Шмыгова — Антонина Афанасьевна. В семье был сын Игорь и дочь Ирина. Первая жена Фрола Шмыгова — Елизавета Николаевна. У них в семье было двое детей: Георгий Шмыгов и дочь Наталья. Потомки Шмыгова пошли по стопам отца, став потомственными дипломатами. Игорь Шмыгов работал в должности советника, временного поверенного в делах в Посольстве Республики Беларусь в США, советника-посланника Посольства Республики Беларусь в Литве. Георгий Шмыгов пребывал в США с дипломатической миссией, а также работал в Москве. Внук Антон Игоревич Шмыгов работал первым секретарем отдела ОБСЕ и Совета Европы управления общеевропейского сотрудничества Министерства иностранных дел Республики Беларусь, первым секретарем Посольства Республики Беларусь в Австрии.